# إليزابيث شيبرد
إليزابيث شيبرد (بالإنجليزية: Elizabeth Shepherd)‏ هي ممثلة بريطانية، ولدت في 12 أغسطس 1936 بلندن في المملكة المتحدة.

## وصلات خارجية
- إليزابيث شيبرد على موقع IMDb (الإنجليزية)
- إليزابيث شيبرد على موقع ألو سيني (الفرنسية)
- إليزابيث شيبرد على موقع أول موفي (الإنجليزية)
- إليزابيث شيبرد على موقع قاعدة بيانات برودواي على الإنترنت (الإنجليزية)
- إليزابيث شيبرد على موقع قاعدة بيانات الأفلام السويدية (السويدية)
- إليزابيث شيبرد على موقع قاعدة بيانات الفيلم (الإنجليزية)
- إليزابيث شيبرد على موقع كينوبويسك (الروسية)